# Plexo ovárico
El plexo ovárico se origina del plexo renal, y se distribuye al ovario y al cuerpo del útero.
Transcurre a lo largo del ligamento suspensorio del ovario.